# الذبحة الصدرية المستقرة
الذبحة الصدرية المستقرة (بالإنجليزية: Stable angina)‏ تدعى أيضًا الذبحة الصدرية المتعلقة بالجهد هي نوع من الأوجاع في الصدر، تنجم نتيجة انخفاض تدفق الدم إلى عضلة القلب. الذبحة الصدرية تكون ناجمة عن ضعف تدفق الدم من خلال الأوعية الدموية في القلب.
وهي أحد الأعراض الهامة لأمراض الشريان التاجي الشائعة على مستوى العالم. ويتسم مرض الشريان التاجي بضيق الأوعية الدموية نتيجة تزايد سُمك جدرانها. للذبحة الصدرية (خُناق الصدر) نوعان: الذبحة المستقرة وذبحة صدرية لامستقرة. يطلق اسم ذبحة على الألم الذي يحدث في القلب نتيجةً لمجهود كبير فعندما لا تحصل عضلة القلب على كمية كافية من الدم الغني بالأكسجين، من الممكن حدوث ألم في الصدر. وتوصف الذبحة، بشكل عام، بأنها الشعور بعَصْر، ضغط، ثِقل، شدّ أو ألم في الصدر. يزول ألم هذا النوع من الذبحة الصدرية المستقرة بعد مرور بضعة دقائق، بعد نيل قسطًا من الراحة وتناول الدواء الموصوف طبيًا.
تكون الذبحة المستقرة أقل خطورة من الذبحة الصدرية غير المستقرة، ولكنها قد تكون مؤلمة جدًا أو غير مريحة.

## الأسباب
تحدث الذبحة المستقرة عندما لا تحصل عضلة القلب على الأكسجين الذي تحتاجه للعمل بشكل صحيح. يعمل قلبك بشكل أقوى عندما تمارس أو تعاني من إجهاد عاطفي.
بعض العوامل، مثل تضييق الشرايين (تصلب الشرايين)، يمكن أن تمنع قلبك من تلقي المزيد من الأوكسجين. يمكن أن تصبح الشرايين ضيقة وصعبة عندما تتراكم البلاك (وهي مادة مصنوعة من الدهون والكوليسترول والكالسيوم ومواد أخرى) داخل جدران الشرايين. يمكن أن تخثر جلطات الدم أيضًا الشرايين وتقلل تدفق الدم الغني بالأكسجين إلى القلب.
- عندما تزيد حاجة القلب للدم والأكسجين عن الكمية المتاحة، وهذا يكون أثناء الحركة والنشاط.[7] يمكن للوجبات الكبيرة، والتدريبات البدنية القوية، والطقس الحار أو البارد جدًا أن تسبب الذبحة المستقرة في بعض الحالات.[8]

- تعرض القلب لمجهود كبير.
- بسبب الضغوط النفسية.
- بعد تناول وجبة دسمة.

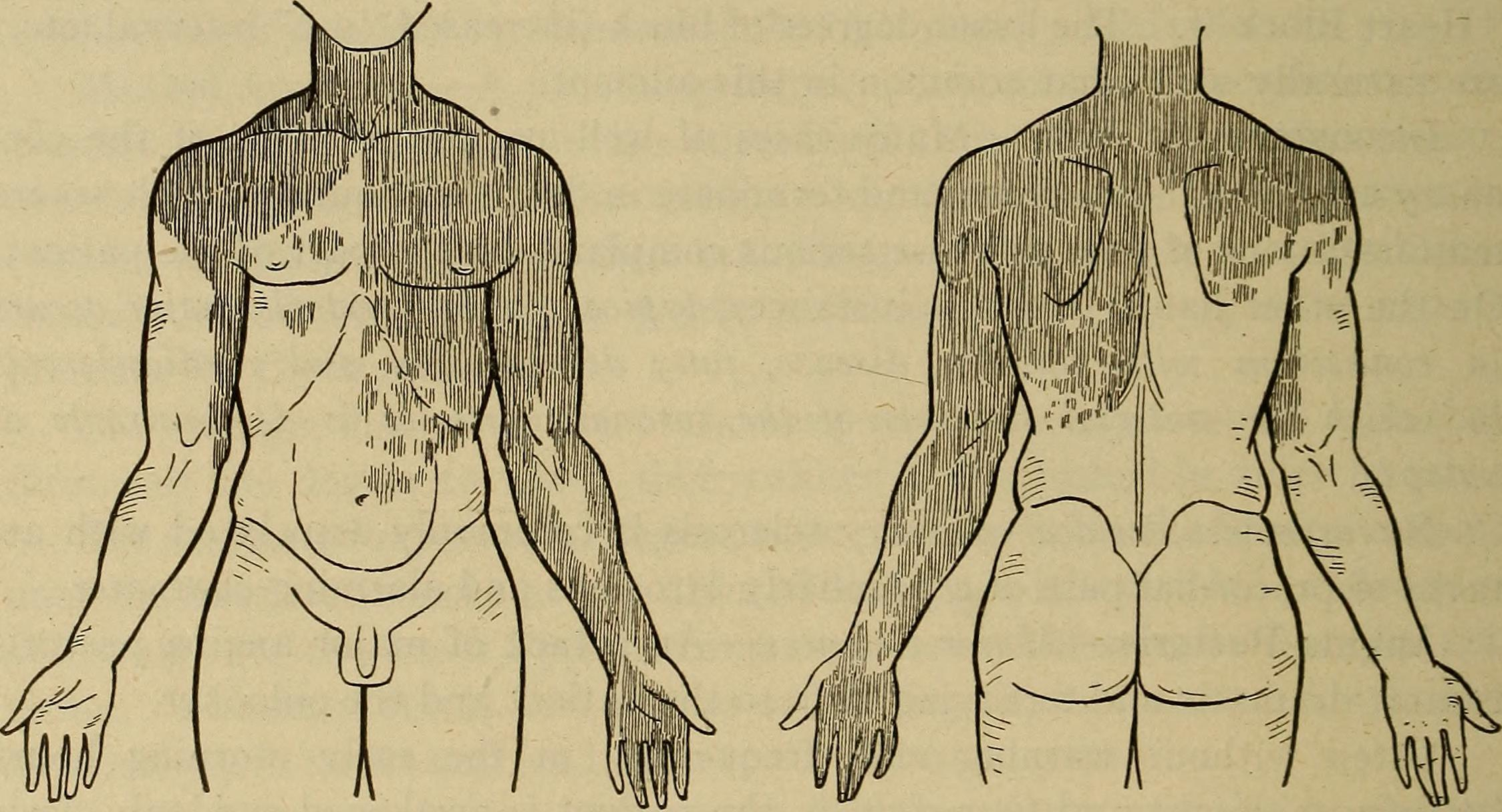
مناطق الشعور بأثر الذبحة

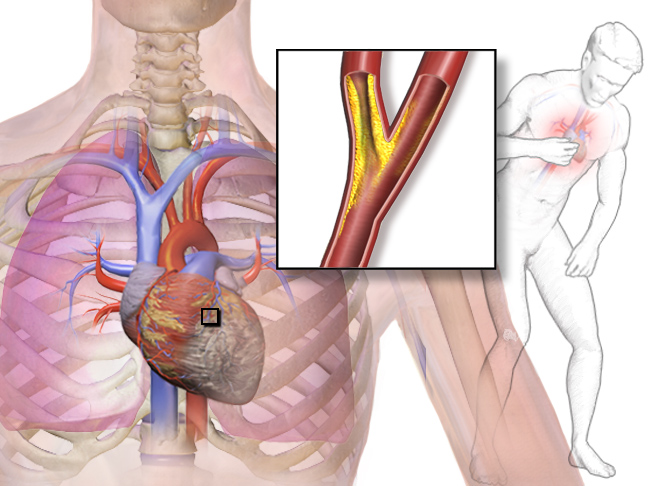

- بسبب الإحساس بالحر أو البرد الشديدين.
- التدخين

### عوامل الخطر الرئيسية لأمراض القلب والشرايين التاجية
- مستويات الكوليسترول غير الصحية.[7]
- ضغط دم مرتفع.
- مقاومة الانسولين أو مرض السكري.
- زيادة الوزن أو السمنة.
- متلازمة الأيض.
- نقص في النشاط الجسدي.
- نظام غذائي غير صحي.
- كبار السن. (يزيد الخطر لدى الرجال بعد سن 45 سنة وبالنسبة للنساء بعد 55 سنة من العمر).[7]
- التاريخ العائلي لمرض القلب المبكر.[7]

## التشخيص
كثيرًا ما يوصف الإحساس المؤلم الذي يحدث أثناء حلقة من الذبحة المستقرة بالضغط أو الامتلاء في وسط الصدر. يمكن أن يشعر الألم وكأنه نقر على الصدر أو كوزن ثقيل يستريح على الصدر. قد ينتشر هذا الألم من الصدر إلى العنق والأذرع والكتف.
خلال حادثة الذبحة المستقرة، يحدث أيضًا:
- ضيق في التنفس
- غثيان
- إعياء
- دوخة
- التعرق الكثير
- القلق
- قد تكون شبيهة بالشعور الناجم عن داء الليستريات[3]

عادةً ما تحدث الذبحة المستقرة بعد الإجهاد جسديًا. تميل الأعراض إلى أن تكون مؤقتة لمدة تصل إلى 10 :5 دقائق في معظم الحالات. هذا يختلف عن الذبحة الصدرية غير المستقرة، حيث يمكن أن يكون الألم مستمرًا وأكثر حدة.
يمكنك الحصول على الذبحة المستقرة في أي وقت من اليوم. ومع ذلك، فمن المرجح أن تواجه الأعراض في الصباح.

## علاج الذبحة المستقرة
يشمل علاج الذبحة المستقرة تغيرات في اسلوب الحياة، والأدوية، والجراحة. يمكنك عادة التنبؤ بوقت حدوث الألم، لذلك فإن تقليل المجهود البدني يمكن أن يساعد في إدارة ألم صدرك. ناقش روتين التمارين والنظام الغذائي مع الطبيب لتحديد كيف يمكن ضبط نمط الحياة بأمان.

### أسلوب الحياة
يمكن لبعض التعديلات في أسلوب الحياة أن تساعد في منع حدوث نوبات مستقبلة من الذبحة المستقرة. قد تشمل هذه التغييرات ممارسة الرياضة بانتظام وتناول وجبات صحية من الحبوب الكاملة والفواكه والخضروات. يجب أيضًا الإقلاع عن التدخين. من الضروري تغيير بعض العادات مثل:التحكم بالوزن.الفحص المستمر في حالة الأشخاص الذين يعانون من الأمراض المزمنة مثل ارتفاع ضغط الدم، أو مرض السكري. الابتعاد عن التوتر العصبي والإجهاد.
يمكن أن تقلل هذه العادات من خطر الإصابة بأمراض مزمنة (طويلة الأمد)، مثل السكري وارتفاع الكوليسترول وارتفاع ضغط الدم. هذه الحالات يمكن أن تؤثر على الذبحة المستقرة ويمكن أن تؤدي في نهاية المطاف إلى أمراض القلب.

### الأدوية
عند حدوث الذبحة الصدرية، ينصح بتناول نيتروغليسرين تحت اللسان. هذا الدواء يقوم يتوسيع الأوعية الدموية مما يقلل من الألم، وينبغي أن يوضع تحت اللسان عند حدوث الذبحة. كما توصف للمصابين بالذبحة الصدرية المستقرة في العادة أيضا، أدوية من «حاصرات بيتا» beta blockers. وبتدخلها للتأثير على هرموني «إيبينيفرين» و«نوريبينيفرين»، فإن «حاصرات بيتا» تبطئ عمل القلب ولذلك تقل حاجته الملحة للدم. وإن كانت «حاصرات بيتا» غير فعالة أو كانت أعراضها الجانبية متعبة، فالبديل هو «حاصرات قنوات الكالسيوم» calcium channel blockers التي تقوم بتوسيع الشرايين التاجية كما تقلل أيضا من طلبات الطاقة التي يحتاجها القلب.
الأدوية التي تستخدم لعلاج الذبحة:
- اسبيرين (أسبرين)
- محصرات بيتا (Beta - blockers)
- ستاتينات (Statins)
- حاصرات قنوات الكالسيوم (Calcium blockers)
- مثبطات الإنزيم المحول للأنجيوتنسين (ACE)[13]
- النترات: تقوم بإرخاء وتوسيع الأوعية الدموية، لذلك تستخدم لتخفيف ألم النوبة، ومنع حدوث النوبة عند التنبؤ بقدومها، وتقليل عدد مرات حدوث النوبات.[16]

### العلاج عن طريق الجراحة
- القسطرة، ويمكن إجراؤها في حالات الذبحة الصدرية المستقرة المزمنة والتي لا تستجيب للعلاج الدوائي، أو في حالات الذبحة غير المستقرة. ويتطلب ذلك استعمال بالون لتوسيع الشرايين ثم تركيب دعامات لفتح الشرايين.[5]
- جراحات الشريان التاجي، ويمكن إجراؤها في حالات الانسداد التام لواحد أو أكثر من الأوعية الدموية التاجية.[5]
- إدخال دعامة، أو الشريان التاجي الملتف. ويهدف علاج الذبحة الصدرية إلى التقليل من تواتر الأعراض والتخفيف من حدتها وخطورتها، بالإضافة إلى التقليل من خطر الإصابة بالنوبة القلبية ومن خطر الوفاة.
- الجراحة التحويلية: يتم اللجوء إليها في حالات نادرة، وفيها تستخدم شرايين أو أوردة من أماكن أخرى من جسم المريض وتزرع حول الشريان التاجي المسدود لتحويل التدفق الدموي من خلالها (تحويلة أو مجازة Bypass)، وهذا الإجراء يحتاج إلى عملية قلب مفتوح.

## الوقاية
- الامتناع عن التدخين والكحول.
- اتباع نظام غذائي صحي يشمل الفواكه والخضراوات والحبوب الكاملة والأسماك.
- الحفاظ على وزن الجسم المناسب.
- ممارسة التمارين الرياضية المنتظمة.
- الابتعاد عن التوتر والجهد الجسدي والنفسي.
- إجراء البالغين لفحص دوري كل عدة أشهر لمراقبة الضغط، السكري والكوليسترول.
- وعند وجود إصابة سابقة بأزمة قلبية فإن العلاج الدوائي هو من أهم العوامل التي تخفض فرص حدوث أزمة مرة ثانية.[16]